# Lloyd Erskine Sandiford

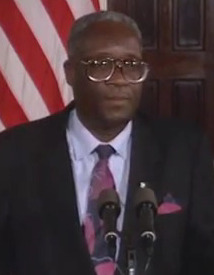
Lloyd Erskine Sandiford (1993)

Sir Lloyd Erskine Sandiford (* 24. März 1937 in Barbados; † 26. Juni 2023 in Bridgetown) war ein Politiker aus Barbados.

## Leben
Lloyd Sandiford, Mitglied der Democratic Labour Party (DLP), wurde 1966 persönlicher Assistent von Premierminister Errol Walton Barrow.
Seine eigene politische Laufbahn begann er 1967, als er zum Senator ernannt wurde. Noch im gleichen Jahr berief ihn Barrow als Minister für Erziehung und Gemeindeentwicklung ins Kabinett. Im Rahmen einer Kabinettsumbildung wurde er 1975 Minister für Gesundheit und Wohlfahrt. Als die DLP bei den Parlamentswahlen die Regierungsmehrheit gegen die Barbados Labour Party (BLP) unter John Michael G. Adams verlor, konnte er sein Mandat nur knapp (mit 12 Stimmen Vorsprung) verteidigen.
In den folgenden Jahren der Opposition war er von 1976 bis 1986 Barrows Stellvertreter als Oppositionsführer (Deputy Leader of Opposition). Bei den Parlamentswahlen von 1981 konnte er den Stimmenvorsprung in seinem Wahlkreis wieder ausbauen und wurde wieder zum Mitglied des Versammlungshauses (House of Assembly) gewählt.
1983 kam es zu Differenzen zwischen Sandiford und Barrow: Sandiford sagte als stellvertretender Oppositionsführer während der Abwesenheit Barrows der Regierung unter Adams die Unterstützung zur US-Invasion in Grenada zu, die von Barrow vehement abgelehnt wurde.
Nach dem großen Wahlerfolg der DLP bei den allgemeinen Wahlen vom Mai 1986 wurde Sandiford von Premierminister Barrow am 29. Mai 1986 zum Stellvertretenden Premierminister berufen und dadurch anderen Anwärter wie Branford Taitt und Richie Haynes vorgezogen.
Der plötzliche Tod von Errol Barrow am 1. Juni 1987 führte dazu, dass Sandiford am folgenden Tag kraft Amtes dessen Nachfolger als Premierminister wurde. Im September 1987 wurde Sandifords Führungsstil von Haynes kritisiert, der von seinem Amt als Finanzminister zurücktrat, nachdem er dem Premierminister vorgeworfen hatte, ihn nicht bei Ernennungen von leitenden Finanzbeamten und in anderen Angelegenheiten konsultiert zu haben. Sandiford übernahm daraufhin selbst das Amt des Finanzministers neben dem bisher von Barrow 1986 geschaffenen und geleiteten Ministerium für wirtschaftliche Angelegenheiten. Er sicherte eine Fortführung der Politik Barrows zu, allerdings war sein Regierungsstil wesentlich technokratischer ausgerichtet als der seines Vorgängers. Trotzdem gelang es ihm, die DLP zum Sieg bei den Parlamentswahlen von 1991 zu führen.
Im Juli 1994 trat er als Vorsitzender der DLP zurück und wurde von David Thompson abgelöst. Als seine Partei die Wahlen im September 1994 verlor, wurde Owen Arthur, der Vorsitzende der BLP, am 7. September 1994 neuer Premierminister.
Für seine politischen Verdienste wurde Sandiford als Knight of St Andrew des Order of Barbados im Jahr 2000 in den persönlichen Adelsstand erhoben und durfte fortan den Namenszusatz Sir führen.
Lloyd Sandiford starb im Alter von 86 Jahren im Queen Elizabeth Hospital in Bridgetown.